# 1407-es mellékút (Magyarország)
Az 1407-es mellékút egy valamivel több, mint 15 kilométer hosszú, négy számjegyű mellékút Győr-Moson-Sopron vármegyében; a Szigetköz északnyugati felében kapcsol össze néhány települést és különálló településrészt.

## Nyomvonala
Halászi központjában ágazik ki az 1401-es útból, annak a 33+300-as kilométerszelvénye táján, északkelet felé. Rákóczi utca néven húzódik a belterület széléig, amit nagyjából fél kilométer megtételét követően hagy maga mögött. Nagyjából 2,7 kilométer után elhalad Püski nyugati határszéle mellett, de a település területére nem lép be. Kevéssel a negyedik kilométere előtt szeli át Halászi határát és Dunasziget területén folytatódik.
A több elkülönülő településrészből álló faluban előbb Galambos házai között halad el, majd áthalad a Zátonyi-Duna hídján és Cikolasziget északi részén áthaladva északnak, illetve kevéssel arrébb északnyugatnak veszi az irányt, Cikolai utca, majd Szent István út néven. A nyolcadik kilométere táján Sérfenyősziget községrészen halad keresztül, Park utca, majd Sérfenyő utca néven, a 10. kilométere táján pedig – miután áthaladt egy újabb Duna-holtág felett – Doborgazsziget településrészen húzódik végig, annak főutcájaként.
11,4 kilométer után lép át Dunakiliti határai közé; ott előbb Tejfalusziget településrész belterületén halad végig – előbb nyugati irányban, majd északnak fordulva, nagyjából a 12. és 13. kilométerei között –, miután pedig ismét keresztez egy holtágat, beér Dunakiliti lakott területére. A községben a Kossuth Lajos utca nevet viseli, előbb északnyugati irányt követve, utolsó pár száz méteres szakaszán pedig délnyugatnak fordulva. [Még e fordulója előtt kicsivel, csaknem pontosan a 15. kilométerénél ágazik ki belőle az az utca (Gyümölcsös utca), amelyen a dunakiliti duzzasztóművet leet megközelíteni.] Így is ér véget, a település központjában, beletorkollva az 1408-as útba, annak a 9+750-es kilométerszelvénye közelében.
Teljes hossza, az országos közutak térképes nyilvántartását szolgáló kira.kozut.hu adatbázisa szerint 15,433 kilométer.

## Települések az út mentén
- Halászi
- Dunasziget-Galambos
- Dunasziget-Cikolasziget
- Dunasziget-Sérfenyősziget
- Dunasziget-Doborgazsziget
- Dunakiliti-Tejfalusziget
- Dunakiliti